# Serial ATA International Organization
Serial ATA International Organization (SATA-IO) e un'organizzazione indipendente e non-profit creata e sostenuta da molte compagnie soprattutto nel campo dell'elettronica. Ufficialmente fondata nel luglio 2004 ha incorporato la vecchia organizzazione che si occupava delle specifiche SATA (Serial ATA Working Group). L'organizzazione provvede a creare delle linee guida, a supportare e a implementare le specifiche SATA spesso utilizzate nelle memoria di massa e nei lettori/masterizzatori CD/DVD di nuova generazione.

## Membri
Vi sono diversi membri nell'organizzazione. I principali sono:
- Dell
- Hewlett-Packard
- Hitachi, Ltd.
- Intel
- Maxim Integrated Products
- Seagate Technology
- Western Digital